# Bear River City (Utah)
Bear River City város az USA Utah államában, Box Elder megyében. Lakosainak száma 877 fő (2020. április 1.).

## Népesség
A település népességének változása:
| Lakosok száma | 853  | 835  | 877  |
|               | 2010 | 2012 | 2020 |